# Gieorgij Popow
Gieorgij Michajłowicz Popow (ros. Георгий Михайлович Попов; ur. 2 września?/15 września 1906 w Moskwie, zm. 14 stycznia 1968 tamże) – radziecki polityk i dyplomata.

## Życiorys
Członek Komsomołu od 1919. W latach 1921–1922 uczęszczał do szkoły elektromechanicznej w Tambowie. Członek WKP(b)/KPZR od 1926. W latach 1926–1928 pracownik Komsomołu. Od 1928 pracował w Centralnym Instytucie Pracy i w fabryce lotniczej w Moskwie. W 1938 ukończył studia na wydziale budowy maszyn Akademii Przemysłowej.
Od 1938 w aparacie KPZR, początkowo na stanowisku instruktora Wydziału Organizacyjnego. Od listopada tego samego roku drugi sekretarz Moskiewskiego Komitetu Miejskiego. W lecie 1941 kierował budową umocnień obronnych w obwodzie smoleńskim, orłowskim i kalinińskim, uczestniczył w kierowaniu obroną Moskwy.
Członek Komitetu Centralnego WKP(b) w latach 1941-1952. Deputowany do Rady Najwyższej ZSRR drugiej kadencji (1946-1950), od 2 listopada 1938 do 12 czerwca 1945 II sekretarz Komitetu Miejskiego WKP(b) w Moskwie. W okresie od 21 marca 1939 do 20 lutego 1941 kandydat na członka KC WKP(b), od 20 lutego 1941 do 5 października 1952 członek KC WKP(b), w latach 1952-1956 kandydat na członka KC KPZR. Od 12 czerwca 1945 do 16 grudnia 1949 I sekretarz Komitetu Obwodowego WKP(b) w Moskwie. Członek i sekretarz Biura Organizacyjnego KC KPZR, od 18 marca 1946 do 16 grudnia 1949 przewodniczący Komitetu Wykonawczego Moskiewskiej Rady Miejskiej. Kierował przygotowaniami do obchodów 800-lecia Moskwy w 1947. Usunięty ze stanowisk w Moskwie m.in. w związku z anonimowym listem do Stalina i oskarżeniami o "ignorowanie politycznych aspektów pracy" oraz "odchylenie administracyjno-gospodarcze".
W latach 1950–1951 minister budownictwa miejskiego ZSRR, następnie minister przemysłu maszynowego rolnictwa. W okresie 1951–1953 dyrektor fabryki w mieście Kujbyszew. W latach 1953–1954 ambasador ZSRR w PRL, następnie na kierowniczych stanowiskach w gospodarce. W okresie 1959–1965 dyrektor fabryki we Włodzimierzu. Od 1965 na emeryturze. Odznaczony trzema Orderami Lenina i Orderem Czerwonego Sztandaru Pracy.
Pochowany na Cmentarzu Nowodziewiczym w Moskwie.